# 愛爾蘭交通
愛爾蘭島上的大部分公共交通系統由公共所有。在愛爾蘭共和國，鐵路網、公路網、公共交通和機場由愛爾蘭交通部門管理，但也有小部分路段為私有。2005年11月1日，愛爾蘭政府公佈了Transport 21計劃，其中包括投資180億美元改善公路以及160億美元改善鐵路，其中包括修建西部鐵路通道和都柏林地鐵。在北愛爾蘭，公路網和鐵路網則都是國有，三個主要機場中除了德里機場之外則是私有。愛爾蘭全島鐵路長1,947公里，公路長117,318公里。

## 外部連結
- Rail Users Ireland – Ireland's National Rail User organisation （页面存档备份，存于）
- Meath on Track – Navan railway campaign （页面存档备份，存于） (defunct)